# Harold Copping
Pour les articles homonymes, voir Copping (homonymie).
Harold Copping né le 25 août 1863 à  Camden Town et mort le 1er juillet 1932 à Shoreham dans le Kent est un peintre et illustrateur britannique. 

## Biographie
Né à Camden Town en 1863, il était le deuxième fils du journaliste Edward Copping (1829-1904) et de Rose Heathilla (née Prout) (1832-1877), la fille de  l'aquarelliste John Skinner Prout. Son frère, Arthur E. Copping, sera un auteur, journaliste et voyageur reconnu, membre de l'Armée du salut.
Admis à la Royal Academy de  Londres, Harold Copping y décroche une bourse pour étudier à Paris. Il se fera connaître comme illustrateur prolifique de scènes bibliques. Il travaille aussi pour des périodiques, tels que Little Folks, et des livres de son époque, comme des ouvrages de  Charles Dickens.
Harold Copping épouse Violet Amy Prout (1865-1894) en 1888. Ils ont trois enfants, Ernest Noel Copping (1889-1978), Romney Copping (1891-1910) et Violet Copping (1891-1892), mais Violet Copping décède à l'âge de 29 ans seulement, et Harold Copping se remarie trois ans plus tard avec Edith Louise Mothersill (née en 1876). Deux enfants naissent de cette union : Joyce Copping (1901-1934) et John Clarence Copping (1914-1977).
Il vit et travaille pendant de nombreuses années dans son "studio" de Shoreham dans le Kent, où il décède le 1er juillet 1932 à l'âge de 68 ans. Il est inhumé dans le cimetière de l'église St Pierre et St Paul à Shoreham.

## Œuvres

### Illustrations bibliques
Copping avait des liens avec la London Missionary Society (LMS), qui lui a commandé un recueil d'illustrations bibliques. Afin d'assurer l'authenticité et le réalisme de ses illustrations, il se rendit en Palestine et Égypte. Le livre qui en est résulté, "The Copping Bible" (1910), est devenu un best-seller qui a donné lieu à de nouvelles commandes. Parmi celles-ci, citons "Un journaliste en Terre Sainte" (1911), "La terre d'or" (1911), "Le livre de l'histoire de la Bible" (1923) et "Mon livre de la Bible" (1931). Dans nombre de ses peintures bibliques, Harold Copping a fait figurer le torchon rayé de sa femme, porté sur la tête par divers personnages... Les aquarelles de Copping, magnifiquement exécutées, ont été placées sur des diapositives de lanterne et ont été utilisées par les missionnaires chrétiens du monde entier. Ses images ont également été largement reproduites par des sociétés missionnaires sous forme d'affiches, de tracts et d'illustrations de magazines.

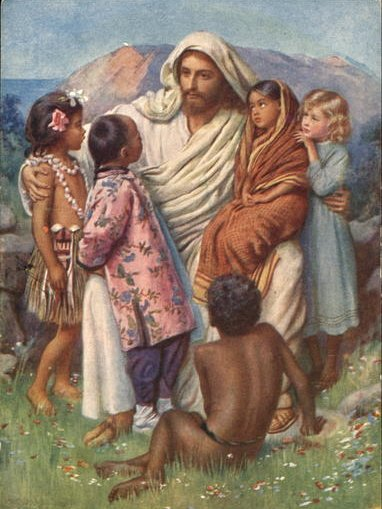
L'espoir du monde (The Hope of the World) (1915).

La plus célèbre des illustrations de la Bible de Copping est probablement "L'espoir du monde", peinte par Harold Copping pour la London Missionary Society en 1915. Elle représente Jésus assis avec un groupe d'enfants de différents continents. Sandy Brewer écrit à son propos : "L'espoir du monde est sans doute l'image de Jésus la plus populaire produite en Grande-Bretagne au XXe siècle. C'est une image emblématique du mouvement des écoles du dimanche entre 1915 et 1960". James Thorpe juge quant à lui, dans son livre English Illustration : the Nineties, que "L'œuvre d'Harold Copping, aussi compétente et honnête soit-elle, n'inspire pas un grand enthousiasme ; il y a tant d'artistes qui font des illustrations aussi satisfaisantes en traduction littérale qu'il manque une forte individualité personnelle." Copping signe ensuite un contrat avec la Religious Tract Society (RTS) pour produire 12 peintures religieuses par an jusqu'à sa mort, payées 50 livres sterling chaque. Selon les termes du contrat, il n'était pas autorisé à peindre des tableaux religieux pour un autre éditeur.

### Autres œuvres
Harold Copping a aussi peint des sujets non bibliques, notamment en début de carrière, illustrant des livres comme "Hammond's Hard Lines" (1894), "Miss Bobbie" (1897), "Millionaire" (1898), "A Queen Among Girls" (1900), "The Pilgrim's Progress" (1903), "Westward Ho!" (1903), "Grace Abounding" (La grâce qui abonde, 1905), "Three School Chums" (Trois copains d'école, 1907), "Little Women" (Les petites femmes, 1912), "Good Wives" (Les bonnes épouses, 1913), "A Christmas Carol" (Un chant de Noël, 1920) et Character Sketches from Boz (1924). 
Il a également illustré les livres pour enfants de Mary Angela Dickens (en) basés sur les romans de son grand-père, Charles Dickens, notamment "Children's Stories from Dickens" (1911) et "Dickens' Dream Children" (1926), ainsi qu'un certain nombre d'histoires se déroulant dans des écoles publiques britanniques fictives, notamment "Boys of the Priory School" (1900) et "The Boys of Wynport School" (1916).
Des illustrations de Copping ont été publiées dans des périodiques tels que "The Leisure Hour", "Little Folks", "Pearson's Magazine", "The Royal Magazine", "The Temple Magazine" et "The Windsor Magazine".